# 麝鳳蝶
麝鳳蝶（學名：Byasa confusus）也稱麝香鳳蝶、麝馨鳳蝶、麝蝶、園君鳳蝶、中華麝鳳蝶、高砂麝香鳳蝶，是麝鳳蝶屬中的一種蝴蝶。

## 描述
本種為中型鳳蝶，具雌雄二型性，體色以桃紅與黑色為主，後翅具明顯尾突。雄蝶翅背呈帶藍光的黑褐色，雌蝶則有大片淺黃灰色區域。雌雄蝶的後翅腹面皆排列一列桃紅色弧形斑紋，雄蝶後翅內緣褶內有暗灰色毛。

## 分布
本種廣泛見於東亞地區，北從俄羅斯，南至緬甸、越南，西從西藏，東至日本、台灣皆有分布。

## 生態習性
本種幼蟲以馬兜鈴科植物等為食，飛行緩慢，好取食花蜜。一年多世代，以蛹態越冬。

## 市蝶
寛政7年（1795年），在日本的播磨國姬路城（今 兵庫縣姬路市）突然大量出現麝鳳蝶的蛹，當地的人傳說是投井自殺女子「阿菊」的亡魂所幻化成的。因此在日本將麝鳳蝶的蛹稱為「阿菊蟲」，而姬路市將麝鳳蝶定為市蝶，並且在姬路科學館等地展示與繁殖。

## 資料來源
1. ↑  徐堉峰, 黃嘉龍, 梁家源. . 農業部林業及自然保育署. ISBN 9789860551570.
2. ↑  徐堉峰. . 台中市: 晨星出版社. 2013. ISBN 978-986-177-669-9.

## 外部連結
- 维基共享资源上的相關多媒體資源：麝鳳蝶